# Chuck McKinley
Charles Robert »Chuck« McKinley mlajši, ameriški tenisač, * 5. januar 1941, St. Louis, ZDA, † 10. avgust 1986, Dallas, ZDA.
Chuck McKinley je največji uspeh v karieri dosegel leta 1963, ko je osvojil Prvenstvo Anglije, v finalu je premagal Freda Stolla. V finale turnirja se je uvrstil še leta 1961, ko ga je premagal Rod Laver. Na turnirjih za Nacionalno prvenstvo ZDA se je najdlje uvrstil v polfinale v letih 1962, 1963 in 1964. Leta 1963 je bil član zmagovite ameriške reprezentance na Davisovem pokalu. Leta 1986 je bil sprejet v Mednarodni teniški hram slavnih v letu svoje smrti zaradi možganskega raka.

## Finali Grand Slamov

### Posamično (2)

#### Zmage (1)
| Leto | Turnir            | Nasprotnik v finalu | Rezultat finala |
| 1963 | Prvenstvo Anglije | Fred Stolle         | 9–7, 6–1, 6–4   |

#### Porazi (1)
| Leto | Turnir            | Nasprotnik v finalu | Rezultat finala |
| 1961 | Prvenstvo Anglije | Rod Laver           | 6–3, 6–1, 6–4   |